# Internationale luchthaven Chengdu Shuangliu
De internationale luchthaven Chengdu Shuangliu (Chinees: 成都双流国际机场, Hanyu pinyin: Chéngdū Shuāngliú Guójì Jīchǎng) is een vliegveld op 16 kilometer ten zuidwesten van Chengdu, Sichuan, China. Het ligt in het noorden van het arrondissement Shuangliu. De luchthaven ontvangt reizigers uit de gehele wereld.
In 2008 was het de drukste luchthaven van West-China en het op vijf na drukste van geheel China, zowel wat betreft passagiers als vracht. Op 12 mei van dat jaar werd de luchthaven een dag gesloten vanwege de aardbeving in Sichuan.
In 2021 werd een tweede luchthaven bij Chengdu geopend, de Chengdu Tianfu International Airport.  Shuangliu verliest wat internationale trafiek en cargo, maar wordt groter door meer binnenlands verkeer. In 2023 bediende de luchthaven 30.138.101 passagiers.

## Geschiedenis
De luchthaven werd in 1938 geopend als een militair vliegveld en deed in die hoedanigheid dienst in de Tweede Chinees-Japanse Oorlog en de Tweede Wereldoorlog. De luchthaven is sindsdien meerdere malen uitgebreid. Een van de uitbreidingen, waarmee in 1994 werd begonnen en die in 2001 voltooid was, was de verlenging van de startbaan naar 3600 meter, geschikt voor een Boeing 747-400, en de bouw van een nieuw terminalgebouw. In 2008 werd gestart met de aanleg van de tweede startbaan en werd de oude startbaan aangepast, om een Airbus A380 te kunnen ontvangen. In 2009 werd begonnen met de aanleg van een tweede terminal, die op 9 augustus 2012 officieel geopend werd. Deze nieuwe terminal (T2) wordt gebruikt voor alle binnenlandse luchtvaartmaatschappijen met uitzondering van Sichuan Airlines. T1 behoudt alle internationale vluchten van luchtvaartmaatschappijen van buiten China. De nieuwe terminal is twee keer zo groot als T1 en maakt het de luchthaven mogelijk om jaarlijks tot ruim 50 miljoen passagiers te verwerken.

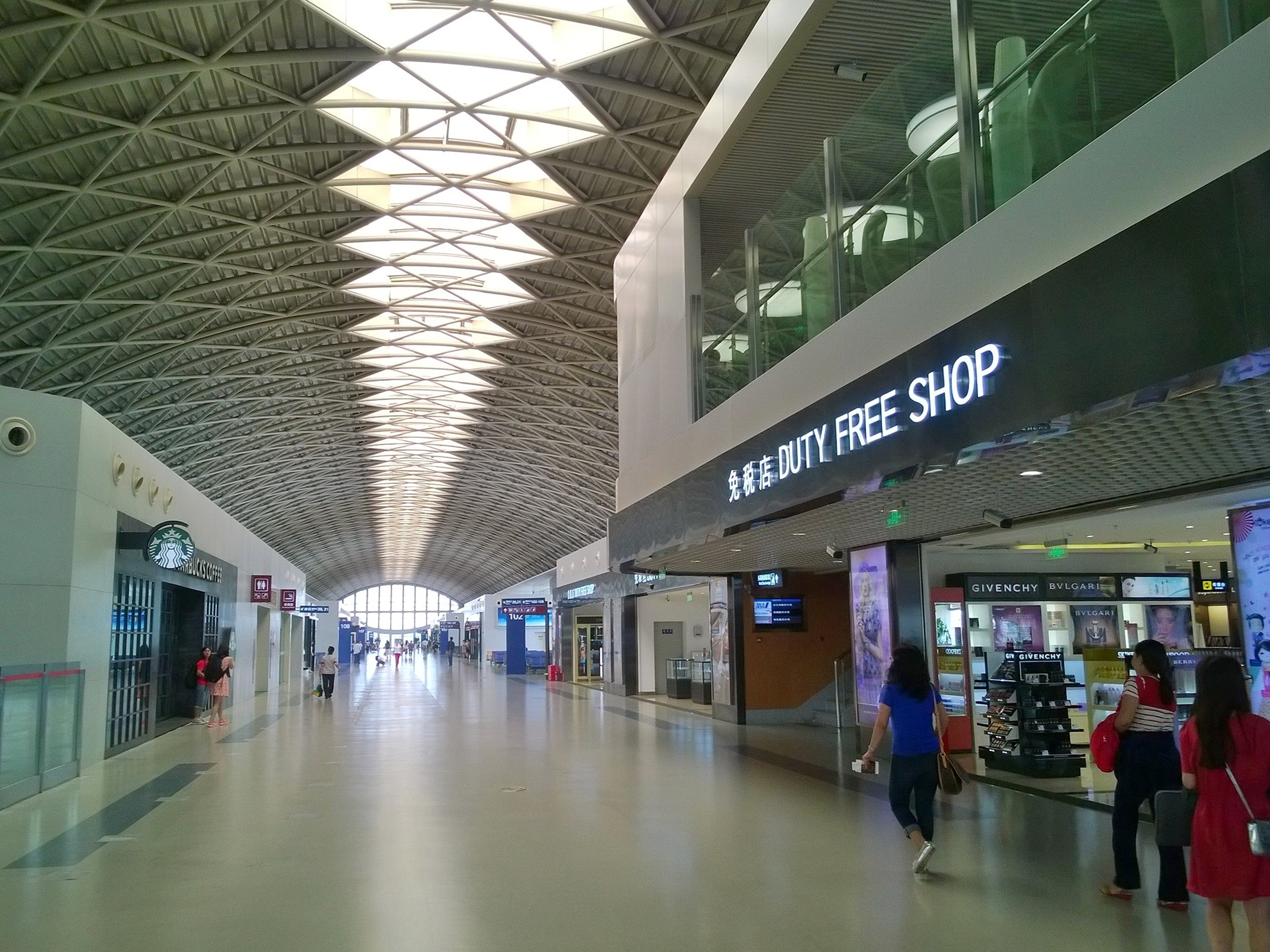
Terminal T1
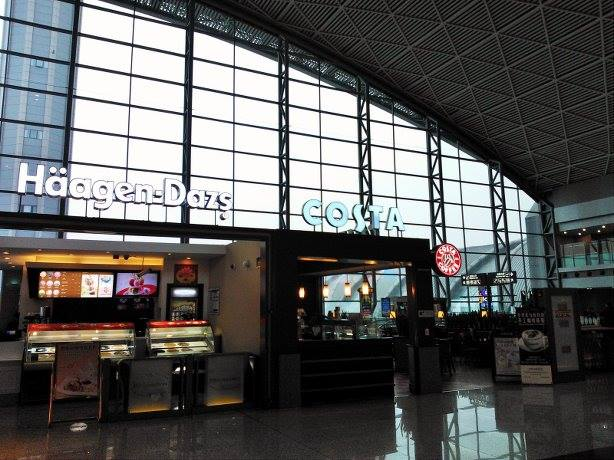
Hal in terminal T2